# ジャイアントロボ
『ジャイアントロボ』は、横山光輝作のSFロボット漫画作品、それを基とした特撮テレビ番組。およびそれに登場する架空の巨大ロボットの名前。
設定を大きく変えたアニメ作品も制作された（後述）。

## 漫画版
『週刊少年サンデー』版は、同誌に1967年5月の20号から翌1968年3月の19号まで連載された。全3部構成。東映の渡邊亮徳の「大魔神とウルトラマンをドッキング」というコンセプトを元に、東映は『鉄人28号』の横山光輝にテレビ化前提のロボット物の原作を依頼した。
横山は『鉄人』との差別化のためにリモコンがあれば誰でも動かせた『鉄人』とは違い、草間大作の命令のみで動くようにした。また徒手空拳の『鉄人』に対し、数々の兵器を搭載することでパワーアップを試みている。

### 物語
第一部
1967年5/14号 - 9/17号・全19話。横山光輝が多忙なため、当初は作画は小沢さとるが担当した。そのため第12話（7/16号）まで「横山光輝・小沢さとる・光プロ」の名義で掲載された。第13話（7/23号）以降は横山が執筆し、「横山光輝・光プロ」名義となる。
世界征服をもくろむ謎の秘密結社「ビッグファイア」（BF団）はその中核となる「GR（ジャイアントロボ）計画」を進めていた。国連特別捜査機構は計画妨害の工作員をT国に派遣する。その工作員と疑われた日本人旅行者の草間大作はBF団に拉致される。
第二部
1967年9/24 - 12/10号・全12話。
大作少年はGR1とともに、かろうじて日本に生還する。だがBF団はGR1奪還のため、大作暗殺を図る。そしてGR2、GR3が東京を襲う。
第三部
1968年1/7・14号 - 3/3号・全8話。
水爆を搭載した爆撃機が日本近海に墜落し、ただちに回収作業が行われるが、水爆はBF団によって奪われていた。BF団は水爆とGR1の交換を要求する。

### 登場するロボット
GR1
BF団の作った陸戦用ロボット。腹部に原子力エンジンを搭載。頭部のジャイアントミサイル、目から出すレーザー光線（レーザー眼）、ベルトのバックルの灼熱光線砲（3,000度）が武器。強力なパワーは原子力エンジンのほか、腰部の発電機、腕エンジン（5万馬力）、振動脚、強力プレス装置、エネルギー関節から生み出される。足には地雷探知機を装備。
GR2
第一部と第二部に登場するBF団の作った海戦用ロボット。強力プレス手と肩から発射される強力ミサイル弾が武器。また、頭部に三日月状の角があり、右角が放電角、左角がドリル角になっている。強力回転モーターにより1秒間に体を2万回転させて渦を起こして姿を隠すことができる。特殊鉄の装甲を持ち、ウラン電源で動く。GR1の灼熱光線砲により熱せられた機体を海水で急激に冷やしたため自壊する。
GR3
第二部に登場するBF団の作った空戦用ロボット。胸部に原子炉を搭載。指から小型ミサイルを発射し、伸縮自在の角から電磁波、額からレーザー光線を発射する。背中に装備した折りたたみ式の軽金属羽を使って空を飛ぶ。胸には火炎放射器、腕にはロボット神経、足には地雷探知機がついている。GR1の灼熱光線砲により機体を溶かされて自爆する。
ダコラー
第一部に登場するBF団のロボット。GR1を日本に海路で輸送する際に襲撃する。本編中には蛸の腕のような触手のみ登場。ケイブンシャのフォノシート掲載の漫画において全身が描かれている（フォノシートのドラマはテレビのサウンドトラック）。
空飛ぶアカエイ
第三部に登場したBF団の海底基地から発進する巨大なエイ型のロボット。特に名称はない。水爆搭載機の探索を妨害する。

### テレビとの相違点
- 作品全体のトーンは『鉄人28号』同様のスパイアクション＋ロボット物であり、GRシリーズの他は特に名称のない巨大生物型ロボットしか登場しない。第1部に登場するロボット（円盤に蛸の腕が付いたようなロボット）は「ダコラー」と扉で紹介されているが、テレビ版第1話に登場する怪獣とは別物。
- 年齢の記述はないが、草間大作は当初「少年」ではなく「青年」として描写されていた（連載途中で「少年」に変更される）。
- GR1は金庫の中に隠された電子頭脳からの命令を受けて動く。電子頭脳は最初に声を吹き込んだ者の命令のみを受け付けるためBF団は草間大作の命を狙う。当初は直接、または車載無線機などから命令するが、第二部の途中から国連特別捜査機構科学班が作った腕時計型無線機を使用するようになる。
- GR1 - 3はそれぞれ陸戦型、海戦型、空戦型に特化して製造されている。GR1は第3部で改修が行われ背中に飛行・海中進行用の噴射機が装備される。
- GR2には武器として強力プレス手が装備されているが、テレビ版では頭部から分離して飛行する巨大な角がメイン武器（テレビ版でもプレス手は登場するが、形勢悪化後、苦し紛れに発射してGR1にかわされる）。また、テレビ版では海戦ロボではなく、見た目に頭部形状と体色の異なるだけのロボット（劇中、台詞に「ジャイアントロボと同じ力を持っている」とあるだけで、その2号機であるとは明言されていない）として扱われている。
- 陸戦型のGR1を苦しめる、空戦型のGR3はテレビ版には登場しない。またGR3の指から発射するロケット弾は、テレビ版ではGR1の武装になっている。なおGR1およびGR2のデザインに小澤さとるが関わっているが、降板後登場のGR3には関わっていない。また小澤の構想したGR2は、AIにより自立行動する「考えるロボット」の予定であったと、本人のTwitterで語られている[要文献特定詳細情報]。
- GR1の胸のマークは連載第1回目の扉のみ十字型であったが、「ナチスを連想させる」との理由でV字型に変更された[2]。漫画版のVプラス十字のマークは実はBF団のシンボルマーク。テレビ版ではVプラス三角形になっている。
- 国連特別捜査機構は国連の諜報機関で、007シリーズのMI-6のように描かれており、『ウルトラマン』の科学特捜隊のような、テレビ版のユニコーン（国連秘密警察機構が正式名称）とはかなり雰囲気が異なる（南十郎やマリー花村にあたる登場人物は存在しない）。同様にビッグファイアは007シリーズのスペクターのような国際犯罪組織として描かれている。

### 共作の表記について
第一部12話までは横山と小澤さとるの共作となっている。これは、連載開始当初は横山が同じ『少年サンデー』に『仮面の忍者 赤影』を連載するなど多忙だったために大半の作業を小澤に任せていたことによる（横山はコンテとラフのみ）。しかしストーリー構想の際、小澤は「自分は鉄人28号のような操縦型ロボットではなく、『鉄腕アトム』のような自立型ロボットを描きたい」と主張するが、横山に意見を採り入れて貰えなかったことから創作意欲を失くし降板。以降は横山と光プロ（実際の制作は光プロ）名義になった。なお、小澤が実際に作画していたのは6話までで、そのため第一部の前半と後半では大作の顔などが全く異なる。

### その他の漫画版
- 小学館コミックス：光プロによるSFスパイアクション（1967年11月号 - 1968年3月号）。
- 小学館の『幼稚園』：西田幸司作画によるオールカラー漫画（1967年11月号 - 1968年7月号）。オリジナル設定。
- 小学館の学年別学習雑誌
  - 『小学一年生』：前村教綱作画による絵物語（1967年12月号 - 1968年1月号）と、かまちかつひろ作画によるSFスパイアクション（1968年2月号 - 6月号）。
  - 『小学二年生』：平沢繁太郎作画による絵物語（1967年11月号 - 1968年3月号）と横山・光プロ作画による原作ベースのSF漫画（1968年4月号 - 7月号）。
  - 『小学三年生』：横山・光プロによるオリジナル漫画（1967年11月号 - 1968年4月号）。最終回にロボ（GR1）よりも高性能なジャイアントロボ2号が登場する。
- 『たのしい幼稚園』：横山光輝作画による新作（1972年2月号）。

### 単行本
人気作にもかかわらず連載終了後30年以上も単行本化されることがなく、本作品は長い間「幻の作品」と呼ばれていた（第二部のみ『横山光輝まんが集』に収録）。これに関して横山はインタビューで、「当時は多忙で複数の人間が描いたため、絵が変わってしまった。もし出すなら全部描き直し」といった旨の発言をしている。このため、完全版は横山没後の2005年2月に刊行された『原作完全版 ジャイアントロボ』を待たねばならなかった。
また横山のファンクラブである横山光輝クラブから自費出版で小学館コミックス版が、復刻版まんがを数多く手がけたアップルBOXクリエート刊行の『ジャイアントロボ スーパーコレクション』に『小学一年生』版（1968年2月号 - 4月号掲載分）が収録されている。

## テレビドラマ版

### 概要
悪の組織ビッグファイア団と世界的な防衛組織ユニコーンの戦いを通し、ビッグファイア団の操る怪獣及びロボット対ユニコーンの一員となった少年・草間大作の命令のみで動く巨大ロボット・ジャイアントロボ（GR1）の戦いを描く。
『仮面の忍者 赤影』に続く東映制作・横山光輝原作の特撮作品。日本の特撮巨大ロボット作品の代表格であり、後年の作品に大きな影響を与えている。

### ストーリー
円盤に乗って地球に飛来した謎の宇宙人「ギロチン帝王」は、秘密結社「ビッグファイア団（以下BF団）」を結成し、地球征服を開始する。巨大ロボット・GR1は、その尖兵とするために秘密裏に開発された破壊兵器である。しかし設計者であるドクトル・ガルチュアはその陰謀を阻止するため、腕時計型の操縦システムを偶然BF団に捕われていた少年、草間大作に託し絶命する。この操縦システムは音声登録・認識式で、初起動の際に声を登録した者の命令にしか従わない仕組みになっていた。GR1 ＝ 「ジャイアントロボ」とともに脱出した大作は、地球を守るため国連秘密警察機構・ユニコーン機関日本支部の隊員U7となってBF団と戦う。

### 放送期間など
- 放送期間：1967年10月11日から1968年4月1日
- 放送回数：全26話
- 放送時間：毎週水曜日19時30分 - 20時（16話まで）、毎週月曜日19時30分 - 20時（17話から）
- 放送局：NET系

### ジャイアントロボ

#### 設定
人工知能型の電子頭脳は、最初に入力された声紋の命令しか受け付けない。人間の言葉を話すことはなく、命令を受けた際に「マッシ」という独特のアンサーバック（反応）をする。また、大作が行方不明になったとき、マリーに語りかけられたロボは、電子頭脳を切れ切れに自ら動かして反応し、大作の危機を理解していることを示す。電子頭脳のセットされた部屋はロボの頭部にあり、左耳をスライドさせて中に入ることができる。劇中、次第に電子頭脳は成長し、ジャイアントロボが自らの判断で行動することがしばしば起きるようになり、これが最終回への重要な伏線となる。
背中にロケット推進装置を装備。宇宙航行や水中の活動も可能。
横山光輝は、ロボのデザインのモチーフはスフィンクスだと述べている。

#### 武装・技
名称は『ファンタスティックコレクション』No.24に準拠。
ロケット弾（ロケット砲）
両腕を左右に振る独特のアクションのあと、指先からミサイルを発射する。連射可能で最も多用された武器。ミサイルロケットとも呼ばれる。

レーザー光線
両目から放つレーザー光線。第6話ではドロゴンの索敵に応用。

メガトンパンチ
大きくふりかぶって放つ強烈なパンチ。

チョップ
「マッシ」のポーズから繰り出す水平チョップ。

メガトンキック
ロケット噴射で飛行し、急降下しながら決めるキック。

投げ技
戦闘力を失った敵を頭上高く持ち上げ、地面に投げ下ろす。また、爆発物に投げつけるパターンもある。

火炎放射
口から高熱火炎を放射する。第7話でイカゲラスを焼き殺す。

捕獲チェーン
鎖でつながった親指を射出する。第20話でグローバーにひっかけて鎖で縛り付ける。

バズーカ砲
手の甲に内蔵されたバズーカ砲。

大型ミサイル
背中のロケット噴射装置の間から発射するミサイル。第9話で使用。

超短波
耳から超短波を放ち、隠れた敵を探し出す。第12話で姿を消したドクトル・オーヴァを探し出す。

特殊ワイヤー
腹部ベルトのバックルから出すマジックハンド。第13話でガンモンスのまぶたに引っ掛けて眼を閉じさせる。

弾光幕
頭から特殊な弾を打ち上げる。弾は空中で破裂し、ロボの前方に火花の幕を張る。第13話でガンモンスの眼力を遮り、第24話では細菌虫ヒドラゾーンを焼き払う。

胸ミサイル
胸のV字マークが分離して、ミサイルになる。第16話でGR2を倒す。

スーパージェット線
胸のハッチを開けて分銅付きの電熱線を放ち、敵を縛り付けて電流を流すことで焼死させる。第21話でドロゴンを倒す。

超高熱
全身から高熱を発する。第24話でアイスラーの冷凍ガスに凍らされた際に使用し、氷を溶かす。

旋風回転
高速回転で突風を起こし、ガスなどを吹き飛ばす。第24話でアイスラーの冷凍ガスを跳ね返す。第11話では、砂に埋まった状態から脱出する。

クロスファイヤー
両腕をクロスさせて、燃える十字架を作り出し、敵に放つ。十字架に弱いドラキュランに2連発で使用して倒す。

### 組織と主要キャラクター

#### ユニコーン
BF団と戦う国連秘密警察機構。ニューヨーク本部を中心に世界各地に支部や秘密基地を展開し、GRとともに空中を飛行できる戦闘服など高度な装備を持つ（各話）。メンバーの合言葉は「ナポレオンの切り札は？」「ダイヤの15」である。各国はユニコーンとは別に独自の軍隊を保有して時に互いに対立しており、第6話ではBF団の怪獣による襲撃を相手国の攻撃と誤認した二大国が開戦直前に至った。
草間 大作（U7）
BF団の工場で腕時計型の発信機をガルチュアに託され、自分の声を登録したことでジャイアントロボを操縦できるため、第2話で正式にユニコーンに迎えられる。まだ子供なので、重要な任務に就く時は、南と行動することが多い。血気にはやり、読み間違いもあるものの、正義を愛する心も持ち合わせている。

南 十郎（U3）
若く戦闘能力は高いが、調子に乗りやすい。第1話で大作と同じ船に乗っており、船がダコラーに襲われた際、大作とともにBF団の工場に泳ぎ着き、ジャイアントロボで工場を脱出する。以降、大作と行動をともにすることが多い。

東（）支部長（U1）
ユニコーン日本支部長。現実を見据えて行動し、隊員を厳しくも温かく見守る。第2話で大作をユニコーンの一員に迎え入れる。

西野 美津子（U5）
東支部長のアシスタントで通信担当。石油ボーリング技師の兄・英三がおり、第4話では兄を救うため南や大作とともにユニコーンアラブ支部へ赴く。第21話では、BF団がアジトに使っている男子禁制の修道院で張り込む。

マリー 花村（U6）
第7話から登場する。ユニコーン本部から派遣され、通信や暗号解読を担当する。また39か国語を話せる才女でよく気が付き、ここ一番で行動できるが、口が悪い。

#### BF団
将校・兵士による破壊活動のほか、怪獣や巨大ロボットを繰り出して地球征服を狙う。
ギロチン帝王
BF団の総統で宇宙人。皮膚が青く、ひげを生やしている。第1話では地球を征服するために円盤を海底に隠し、ジャイアントロボをガルチュアに建造させ、BF団の日本支局も作る。残酷な性格で失敗を許さない。第21話から腕時計、大作、ロボを狙う作戦を配下に実行させるようになる。第26話ではガンモンス、イカゲラス、アイスラーを繰り出し、団員を使って総力戦を挑むが、これはジャイアントロボの原子力エネルギーを使い切らせるのが目的だった。円盤を破壊されたのち、巨大化して現れ、自らが原子力エネルギーの塊であることを明かしたうえで、攻撃できないユニコーンに武装解除を要求するが、予備エネルギーで再起動したジャイアントロボに抱え上げられ、宇宙空間で隕石に激突し爆発する。

スパイダー
初代日本支局長。軍服とサングラスを着用し、団員を率いて前線で行動することが多いが、読みが浅く、ドクトル・オーヴァの使い走りに使われることもあり、不本意ながら地味な活動を担う。第7話で誤ってイカゲラスの溶解液を全身に浴びて死亡する。

ドクトル・オーヴァ
BF団の科学者で宇宙人。第3話から登場。怪獣やロボットの製作を担当。ギロチン帝王の直属で日本支局長よりも立場が高い。胸の青い星で姿を消すほか、手を失っても再生できる。皮膚が銀色で坊主頭。ギロチン帝王から専用の円盤を与えられるが、度重なる失敗の末、第17話で宇宙植物サタンローズを使ったオーバープランを立案し、破壊活動を行うがロボに敗れ、ギロチン帝王に処刑される。

ブラックダイヤ
2代目日本支局長。第8話から登場。変装の名人。眼帯をしており、コントローラーで怪獣を操作する。第12話を最後に登場しなくなる。第14話では、レッドコブラの「スパイダーとブラックダイヤも成仏できる」との台詞がある。

レッドコブラ
3代目日本支局長。第13話から登場。変装と射撃の名人だが、左足が義足で、松葉杖を使っている。第17話のみメイクが異なっている。第20話で瓦礫が当たって脱落した義足のマシンガンが暴発。火薬庫を直撃したため、基地とともに爆死する。
ミスターゴールド
第15、第22話に登場。BF団宇宙人最高幹部。金色の鎧をまとい、剣を使う。鎧は銃弾も受け付けない。メルカ共和国のロボット・カラミティをスパーキィに奪わせ、これを動かそうと企むが失敗。

ドクター・スネーク
第16話に登場。BF団の科学者で特殊な麻酔薬を使うほか、GR2をコントローラーで操作する。顔の大部分がただれており、片眼鏡を着用。ユニコーンレーダー監視所の所長・坪山の妻子を人質に取りレーダー監視所を占領するが、坪山の家族は大作に救出され、南と坪山による銃撃戦の末に死亡する。

X7
第18話に登場するBF団の少年団員。幼いながらも、凄腕の工作員でガンガーを操り、科学者をさらわせる。素性を隠すために「黒田新一」と名乗り、大作の小学校に転校して親友となるが、これはユニコーンを欺くための芝居だった。大作とロボット対決をするが敗れ、瓦礫の下敷きになったところを大作に助けられるがBF団員に狙撃され、いまわの際に科学者の居場所を大作に教えて絶命する。

メトロスリー
第19話に登場。「宇宙の警察官」を名乗るが、実はギロチン帝王の配下で、皮膚が青く、目が三つある。額の目（弱点）から光線を出して相手を金縛りにするほか、特殊な食べ物を人間に食べさせてその動きを止める。大作やジャイアントロボが金縛りになっている隙にGR2を呼び出して、破壊活動を行わせるが、額の目をマリーに狙撃されて金縛りが無効になる。自分の円盤に乗り込んできた大作を襲うが、大作から奪った銃で円盤の装置を誤射し、大作を円盤から放り出すが、円盤の爆発で死亡する。

ミイラーマン
4代目日本支局長。第21話に登場。帽子とトレンチコートがトレードマークで、外見はミイラそのもの。ミイラ化液を水道に流し、東京を壊滅させようと企むが、アジトを突き止められたのち、ジャイアントロボのレーザーで倒される。これ以降、日本支局長は登場しない。

妖怪博士ゲルマ
第23話に登場。四次元星雲から来た妖術の使い手。アンコウのような頭で、マントを着けている。大作の家に人造模型を送って本人と瓜二つの模型を作らせる。これは、模型に腕時計を奪わせジャイアントロボを操縦させることが目的だった。ロボが大作の声で操縦を取り戻し、人造模型をユニコーン科学班に溶かされたため計画が失敗し、ジャイアントロボのロケット弾で木っ端微塵になる。

人造人間U7
第23話に登場。ゲルマが密かに送った人造模型を大作が作って、模型の胸のボタンを押したことにより、誕生した草間大作の偽者。念力で大作から腕時計を奪い、駆けつけた南たちを混乱させるが、東に偽者と見破られる。当初は大作と瓜二つだったが、偽者と見破られた後は眉毛が濃くなる。ゲルマの命令で、ジャイアントロボを操って東京を襲い、石油コンビナートを狙うが、ロボが大作の声で操縦を取り戻され、最期はユニコーン科学班が放った溶解薬品で溶かされる。

プロフェッサー
第24話に登場するBF団宇宙人大幹部。片眼鏡をかけ、顔はケロイド状である。ヒドラゾーンとアイスラーを使って、ユニコーン支部とジャイアントロボを壊滅させようと企むが、ロボが別の場所に隠されていたため、同支部を破壊するのみに終わる。ロボがアイスラーを地面に叩き付けた際、アイスラーのガスで凍死する。

ドラキュラン
第25話に登場。青い顔と牙、長髪がトレードマークで左利き。巨大化能力を持っており、剣と楯を使う。娘とともにある町の住人の血を吸って吸血鬼とする。荒れ寺を本拠地として、住人とともに南、大作、マリーを追い詰めるが、ロボやユニコーン日本支部員の活躍で阻止される。十字架が弱点で、ロボのクロスファイアで倒される。

テロマン
第26話に登場。BF団の狙撃隊長。ギロチン帝王の命で大作を狙撃するが、防弾チョッキに阻まれて失敗。医者に化け、サイレンサー銃でもう一度狙撃するが、再び失敗し、処刑に現れたガンモンスに車もろとも吸収されそうになる。そこへ車内にいる大作の救出に駆けつけたジャイアントロボに助け出されるが、自身は車から墜死する。

### キャスト

#### ユニコーン
全員が「U」で始まるコードナンバーを持っている。
- 草間大作（U7）：金子光伸
- 南十郎（U3）：伊東昭夫
- 東（あずま）支部長（U1） ：伊達正三郎
- 西野美津子（U5）：片山由美子（第2 - 8、10、17、21、24話）
- マリー花村（U6）：桑原友美（第7 - 9、11 - 16、18 - 26話）
- その他の機関員[13]：乙黒一、鈴木義征、栗原誠次、高須準之助（レギュラー） ほか
- 郷田（元U9）：鳴門洋二（第15話）

#### BF団
- ギロチン帝王：佐藤汎彦（第1 - 13、17、23 - 26話）
- スパイダー：丹羽又三郎（第1 - 7話）
- ドクトル・オーヴァ：安藤三男（第3、4、9、10、12、17話）
- ブラックダイヤ：室田日出男（第8、10 - 12話）
- レッドコブラ：三重街恒二（第13、14、17、18、20話）
- ミスター・ゴールド：二宮吉右衛門（第15、22話）
- ドクター・スネーク：加地健太郎（第16話）
- 諜報員X7：吉井永二（第18話）
- メトロスリー：乙黒一（第19話）
- ミイラーマン：滝謙太郎（第21話）
- ゲルマ博士：竹村清女（第23話）
- プロフェッサー：相馬剛三（第24話）
- ドラキュラン：奥村公延（第25話）
- テロマン：小林稔侍（第26話）
- BF団員[13]：菅原壮男、水原仗二、高月忠（レギュラー） ほか

#### スーツアクター
- ジャイアントロボ[16][17]：土山登志幸
- 怪獣・ロボット[18]：渡辺孝夫、溝口久夫、小久保威夫、木内博之、清水照夫、清川正宏 ほか

#### ナレーター
- 千葉耕市[注釈 6]

### スタッフ
- 制作：東映東京制作所
- プロデューサー：宮﨑慎一（NET）、平山亨、坪井久智、植田泰治
- 脚本：脚本：伊上勝、松田寛夫、安倍寿、七条門
- 音楽：山下毅雄
- 撮影：瀬尾脩、高梨昇、村上俊郎
- 録音：岩田広一
- 美術：北郷久典、川村晴通、安井丸男
- 照明：大町博信、城田昌貞、山本辰雄
- 編集：大橋四郎
- 助監督：舘野彰、山内柏、堀長文、富田義治、島崎喜美男、栗田邦夫、小林義明
- 進行主任：河野正俊、大山勝利、松野幹朗、古知屋正裕
- 記録：とうまひろ子、中村富佐子、宮瀬淳子、勝原繁子、武田和子
- 現像：東映化学工業株式会社
- 特殊技術：矢島信男、小川康男、市倉正男
  - 撮影：林迪雄、中村泰明、下田久
  - 合成：山田孝、星野行彦
  - 美術：井上繁、窪野博朗
  - 操演：市倉正男、佐久間正光、水間正勝
  - 照明：酒井信雄、大森康次、山本辰雄、橋本松之
  - 怪獣技術：阿部洋士
- 技斗：久地明
- 監督：山田稔、竹本弘一、折田至、小西通雄、田口勝彦

### 主題歌
オープニングテーマ
ジャイアントロボ
作詞：伊上勝 / 作曲：山下毅雄 / 歌：マイスタージンガー
オープニング映像は、全話とも前半（スタッフクレジット部）はロボの出撃シーンで統一されているが、後半（出演者クレジット部）は放送される回のハイライトシーンで構成されている。なお「制作 東映東京制作所」のクレジットは、第1話、第2話は前半最後（ロボの飛行場面）に、第3話以降は冒頭（基地内でのロボの場面）にクレジットされている。
エンディングテーマは、なし。
下記の楽曲のインストゥルメンタルを、次回予告などのBGMとして使用。
ジャイアントロボ・ソング
作詞：少年サンデー編集部 / 補作詞・作曲：山下毅雄 / 歌：マイスタージンガー

### エピソード
- 本作品の「ロボットと少年の交流」というストーリーは、メインターゲットである男の子のみならず女の子をも引きつけ、視聴率を上昇させた。しかし製作費がかさんで赤字になり、東映は制作を続けることができなくなった。最終回におけるロボと大作との別れは、全国の少年少女の涙を誘ったという[1]。平山によると、ラストにすべての戦いを終えたジャイアントロボが遊園地で子供たちと遊ぶ余生を送るという結末も検討されたという[20]。

### 放映リスト
| 放送日          | 話数 | 制作 No. | サブタイトル                   | 登場怪獣、メカ                   | 脚本            | 監督     |
| --------------- | ---- | -------- | ------------------------------ | -------------------------------- | --------------- | -------- |
| 1967年 10月11日 | 1    | 1        | 大海獣ダコラー                 | ダコラー                         | 伊上勝          | 山田稔   |
| 10月18日        | 2    | 2        | 大魔球グローバー               | グローバー                       | 伊上勝          | 山田稔   |
| 10月25日        | 3    | 3        | 宇宙植物サタンローズ           | サタンローズ                     | 松田寛夫 安倍寿 | 竹本弘一 |
| 11月1日         | 4    | 4        | 妖獣ライゴン                   | ライゴン                         | 松田寛夫 安倍寿 | 竹本弘一 |
| 11月8日         | 5    | 8        | 巨腕ガンガー                   | ガンガー                         | 伊上勝          | 折田至   |
| 11月15日        | 6    | 7        | 忍者怪獣ドロゴン               | ドロゴン                         | 伊上勝          | 折田至   |
| 11月22日        | 7    | 9        | 敵は怪獣イカゲラス             | イカゲラス                       | 伊上勝          | 竹本弘一 |
| 11月29日        | 8    | 10       | 両面怪獣ダブリオンの挑戦       | ダブリオン                       | 伊上勝          | 竹本弘一 |
| 12月6日         | 9    | 11       | 電流怪獣スパーキィ             | スパーキィ                       | 安倍寿          | 山田稔   |
| 12月13日        | 10   | 6        | 改造人間                       | ライゴン                         | 松田寛夫 安倍寿 | 小西通雄 |
| 12月20日        | 11   | 13       | 恐怖の人喰い砂                 | ダコラー                         | 伊上勝          | 田口勝彦 |
| 12月27日        | 12   | 12       | 合成怪獣アンバラン             | アンバラン                       | 安倍寿          | 山田稔   |
| 1968年 1月3日   | 13   | 15       | 悪魔の眼ガンモンス             | ガンモンス                       | 伊上勝          | 竹本弘一 |
| 1月10日         | 14   | 16       | 怪物鉄の牙                     | アイアンパワー                   | 伊上勝          | 竹本弘一 |
| 1月17日         | 15   | 17       | 冷却怪獣アイスラー             | アイスラー                       | 松田寛夫 安倍寿 | 山田稔   |
| 1月24日         | 16   | 21       | 怪ロボットGR2                  | GR2                              | 伊上勝          | 折田至   |
| 1月29日         | 17   | 5        | 赤富士ダムを破壊せよ           | サタンローズ                     | 松田寛夫 安倍寿 | 小西通雄 |
| 2月5日          | 18   | 18       | 謎の諜報員X7                   | ガンガー                         | 伊上勝          | 山田稔   |
| 2月12日         | 19   | 22       | アンドロメダ宇宙人メトロスリー | GR2                              | 伊上勝          | 竹本弘一 |
| 2月19日         | 20   | 14       | SOSジャイアントロボ            | グローバー                       | 伊上勝          | 田口勝彦 |
| 2月26日         | 21   | 19       | ミイラ怪人                     | ドロゴン                         | 伊上勝          | 田口勝彦 |
| 3月4日          | 22   | 20       | 殺人兵器カラミティ             | カラミティ スパーキィ            | 松田寛夫 安倍寿 | 折田至   |
| 3月11日         | 23   | 24       | 宇宙妖怪博士ゲルマ             | 人造人間U7                       | 七条門          | 田口勝彦 |
| 3月18日         | 24   | 23       | 細菌虫ヒドラゾーン             | ヒドラゾーン アイスラー          | 松田寛夫 安倍寿 | 竹本弘一 |
| 3月25日         | 25   | 25       | 宇宙吸血鬼                     | 吸血鬼ドラキュラン               | 伊上勝          | 山田稔   |
| 4月1日          | 26   | 26       | ギロチン最後の日               | ガンモンス イカゲラス アイスラー | 伊上勝          | 山田稔   |

### 放送局
- NET（現：テレビ朝日）：水曜 19:30 - 20:00（第16話まで）→ 月曜 19:30 - 20:00（第17話から）
- 北海道放送：月曜 18:00 - 18:30[注釈 7][21]
- 山形放送：月曜 - 金曜 17:00 - 17:30 [注釈 8][22]
- 東北放送：日曜 9:00 - 9:30[注釈 9][23]
- 福島中央テレビ：月曜 - 木曜 16:30 - 17:00[注釈 10][24]
- 名古屋テレビ：金曜 19:00 - 19:30[25]
- 毎日放送：水曜 19:30 - 20:00（第16話まで）→ 月曜 19:30 - 20:00（第17話から）[26]
- 四国放送：金曜 18:00 - 18:30[注釈 7][27]
- テレビしまね：土曜 18:00 - 18:30[注釈 11][28]
- 山陽放送：金曜 18:00 - 18:30[29]
- 中国放送：火曜 18:00 - 18:30[29]
- 南海放送：火曜 18:00 - 18:30[注釈 7][30]
- 九州朝日放送：水曜 19:30 - 20:00（第16話まで）→ 月曜 19:30 - 20:00（第17話から）[31]

### 映像ソフト化
全て東映ビデオより発売。
- ビデオ（VHS、セル・レンタル共通）は傑作選として、6巻・22話分を収録したものを発売。
- 1992年9月25日から1993年6月25日にかけてLDが発売。全4巻・各2枚組で各巻8話（Vol.4のみ1枚・2話）収録。
- 2000年1月21日にVHSとLDで総集編『ジャイアントロボメモリアル』が発売された[32]。
- 2003年4月21日から7月21日にかけてDVDが発売[33]。全2巻・各2枚組で各巻13話収録。1枚ずつでのレンタルもあり。

### ネット配信
- 東映特撮 YouTube Official：2016年9月14日 - 12月14日、2025年3月10日 - 6月2日
- 東映特撮ファンクラブ

### その他
- 本作品の企画書の「監督」の部分には、担当予定者として深作欣二、佐藤肇といった名前も記載されていた[34]。
- 第8話と第24話では『悪魔くん』のBGMが流用されている。この他、東映が製作した複数の劇場用映画からの流用曲も多く、これらの使用BGMはオリジナル・流用曲共に、東映ビデオから発売された本作品のDVDに、可能な限り特典として収録されている。
- アメリカ合衆国では英語吹替版が“Johnny Sokko and His Flying Robot”のタイトルで繰り返し放映され、子供たちに広く親しまれた（英語版を参照）。その後、オーストラリア、イギリス、ブラジル、インドでも放映された。その後AIPテレビにより第1話、第2話、第10話、第17話、第26話を100分に再編集され、テレビ映画として“Voyage Into Space”のタイトルで放映された[8]。

## アニメ化作品
ジャイアントロボ THE ANIMATION -地球が静止する日
本作品を原案としたOVA。
GR-GIANT ROBO-
本作品の設定を現代風にアレンジしたテレビアニメーション。

## 関連作品
C21（鋼鉄戦記C21）
オンラインアクションRPG。本作品とタイアップしていた。
スーパー特撮大戦2001
シミュレーションRPG。ジャイアントロボが登場する。
AZITO 3
発した秘密基地作成シミュレーションゲームシリーズ。ジャイアントロボ、GR2、カラミティが登場する。
戦え!ぼくらのヒーロー大集合
1976年5月にNET系列で放送された特撮ヒーロー番組を紹介する特別番組。
大鉄人17
1977年にMBS発TBS系列で放送された東映製作の特撮ドラマ。設定に本作品と多くの共通点が見られる。
仮面の忍者 赤影 Remains
2012年から2014年にかけて『プレイコミック』で連載された『仮面の忍者 赤影』のリメイク作。最終回に登場する金目像はジャイアントロボをモチーフにしている。
あどりぶシネ倶楽部
細野不二彦が、1983年から1986年にかけて『ビッグコミック・スピリッツ』に不定期連載したマンガ。第二話「スタア誕生」に「ジャイアントＸ」というジャイアントロボをモチーフにした作品が登場する。
写ルンですスーパースリム 1997年 あずさ2号 テレビCM
「あずさ2号」という名前のジャイアントロボそっくりなロボットが登場する。